# Музыкальный блог Доктора Ужасного
«Музыкальный блог Доктора Ужасного» (англ. Dr. Horrible's Sing-Along Blog; вариант перевода «Музыкальный видеоблог Доктора Ужаса») — независимый американский короткометражный комедийный музыкальный фильм, изначально созданный эксклюзивно для бесплатного распространения через Интернет (веб-сериал). Фильм описывает историю молодого парня по имени Уильям (Билли), который, под псевдонимом Доктор Ужасный (англ. Dr. Horrible), пытается стать великим суперзлодеем, а также его заклятого врага Капитана Молотка (англ. Captain Hammer) и тайной любви Пенни (англ. Penny).
Фильм создан на свои деньги режиссёром Джоссом Уидоном, сценаристом Заком Уидоном и композитором Джедом Уидоном (братья), а также Мориссой Танчароен Уидон (жена Джеда Уидона). Фильм состоит из трёх 15-минутных частей.

## Сюжет

### Первый акт
Билли в образе Доктора Ужасного снимает очередную часть своего видеоблога, описывая свои планы и отвечая на письма зрителей. Отвечая на очередное письмо Билли, погружаясь в воспоминания, раскрывает свою тайную возлюбленную Пенни, с которой он боится заговорить.
Воспоминания Билли прерывает приход его друга и подручного Мокрого, который приносит ему почту. Среди корреспонденции оказывается письмо от Плохого Коня, главы Злой Лиги Зла, в которую мечтает попасть Билли. Письмо информирует Доктора Ужасного, что его запрос на вступление в ЗЛЗ рассмотрен, и что для вступления от него требуется совершить показательное преступление. Билли решает захватить необходимый для создания останавливающего время луча материал — чудофлоний.
Несмотря на то, что в итоге Билли удается захватить чудофлоний, из-за его действий Пенни начинает встречаться с Капитаном Молотком.

### Второй акт
Билли тайно следит за свиданиями Пенни и Капитана Молотка, распевая песню «Мои глаза» (англ. «My Eyes») о том как ужасен мир. Песне вторит Пенни, однако там, где Билли видит повод для озлобления, Пенни видит повод для надежды и возможности сделать мир лучше. Слушающий Пенни Капитан Молоток поддакивает девушке, однако зрителю очевидно, что он интересуется больше собой, чем проблемами мира.
В то же время между Билли и Пенни завязывается дружба и они много общаются во время встреч в прачечной.
В своём блоге Доктор Ужасный раскрывает, что он закончил сборку «Застынь-Луча», и обещает воспользоваться им на следующий день. Из следующей записи мы узнаём, что планы Доктора Ужасного провалились, так как Капитан Молоток и полиция Лос-Анджелеса, как оказалось, тоже смотрят его видеоблог. Доктору Ужасному звонит Плохой Конь и сообщает, что публичный провал показательного злодеяния можно компенсировать только совершением убийства. Звонок, как и письмо, озвучен «Хором Плохого Коня» (англ. «Bad Horse Chorus (Reprise)»). Билли не готов к такому повороту событий — убийцей ему становиться явно не хочется, но и отказываться от места в ЗЛЗ он не намерен.
Билли пытается обсудить с Пенни свои проблемы используя метафору приёма на работу. Пенни сочувствует Билли, так как и сама не раз испытывала трудности с работой. Пенни поёт обнадёживающую «Песню Пенни» (англ. «Penny’s Song»), которая чуть не заканчивается поцелуем. В последний момент Пенни вспоминает, что за ней сейчас должен заехать Капитан Молоток и сообщает об этом Билли. Билли паникует и пытается сбежать, но не успевает. Пенни «знакомит» их, и хотя при Пенни Капитан Молоток делает вид, что не узнал Доктора Ужасного, оставшись наедине с Билли он начинает насмехаться над ним, и обещает затащить Пенни к себе в постель просто потому, что она нравится Доктору Ужасному.
Разозлённый Билли находит позитивную сторону в происходящем — он решает убить Капитана Молотка, о чём поёт радостную песню «Новый день» (англ. «Brand New Day»).

### Третий акт
Весь Лос-Анджелес поёт песню «Говорят» (англ. «So They Say»), обсуждая крестовый поход Капитана Молотка против бездомности. Песне подпевает Пенни, раздумывая над своими отношениями с Капитаном Молотком, Доктор Ужасный, убеждая себя в необходимости конструирования «Смерть-Луча» (англ. Death-Ray), и сам Капитан Молоток, рассуждая о том, что постоянная девушка будет полезна для его имиджа.
На церемонии открытия приюта для бездомных Капитан Молоток толкает речь об убогих бездомных, которая переходит в похвалу себе и хвастовство отношениями с Пенни — песня «Все мы герои» (англ. «Everyone’s a Hero»). Пенни пытается ускользнуть из зала, но появляется Доктор Ужасный и «замораживает» Капитана Молотка своим «Застынь-Лучом». Зрители в страхе съёжились на своих местах, а Доктор Ужасный поёт разоблачительную песню «Ускользает» (англ. «Slipping»), в которой обвиняет людей в слепоте и нежелании думать, и обещает исправить это: «Я приношу вам боль, такую, что не смолчать… Сыплю на рану соль — пусть мысли о бунте звучат». Пенни узнаёт в Докторе Ужасе Билли и остаётся в зале.
Никто не мешает Доктору Ужасному убить Капитана Молотка, но он всё не может набраться духу чтобы нажать на спусковой крючок «Смерть-Луча». Внезапно «Застынь-Луч» даёт сбой, Капитан Молоток «размораживается» и тут же ударяет кулаком Доктора Ужасного. Удар отбрасывает Билли на ползала и повреждает «Смерть-Луч». Капитан Молоток не придаёт значения вспышкам замыканий внутри устройства, игнорирует предупреждения Доктора Ужасного и пытается применить оружие против его создателя. Происходит взрыв. Во все стороны летят осколки, но ни в Доктора Ужаса, ни в Капитана Молотка не попадает ни одного. Капитан Молоток напуган и с криками «О, мне больно! Мне кажется это я свою боль чувствую! Мамочка!» убегает из зала. Билли поднимается и видит, что единственным человеком, в которого попали осколки оружия, оказалась Пенни. Девушка смертельно ранена, но пытается успокоить Билли, цитируя подбадривающие слова Капитана Молотка.
Пенни умирает, и к Доктору Ужасному приходит слава: его принимают в Злую Лигу Зла, фанаты Капитана Молотка становятся фанатами Доктора Ужасного, корреспонденты мечтают взять у него интервью, работники банков сами выносят ему деньги из хранилищ, а коллеги по цеху радостно приветствуют его на Злых Вечеринках. Но Билли поёт песню «Всё что ты когда-либо» (англ. «Everything You Ever») о том, что это не принесло ему удовлетворения: «Все кошмар накрыл: здесь Доктор Ужас во плоти, заставит вас от ужаса трястись… Склонил колени мир… И я не ощутил… Ничего» — конец песни растерянный Билли в обычной одежде вне «Ужасного» образа поет в свой блог.

## Комиксы
Издательством Dark Horse Comics по миру «Музыкального блога Доктора Ужасного» было выпущено (и опубликовано через Интернет) четыре комикса:
- «Капитан Молоток: Будь как я!» (англ. Captain Hammer: Be like me!) — бесплатные 8 страниц, посвящённых предыстории Капитана Молотка.
- «Пенни: Выше Нос» (англ. Penny: Keep your head up) — бесплатные 8 страниц, посвящённых предыстории Пенни.
- «Мокрый: Влажность нарастает» (англ. Moist: Humidity rising) — бесплатные 8 страниц, посвящённых предыстории Мокрого.
- «Доктор Ужасный» (англ. Dr. Horrible) — полноформатный комикс, рассказывающий о том, как Уильям встал на путь суперзлодейства. В свободном доступе только первые 8 страниц, остальное — за деньги.

## Персонажи
- Уильям / Доктор Ужасный (англ. Dr. Horrible) (Нил Патрик Харрис) — суперзлодей по типу сумасшедшего учёного с «докторской степенью по ужасности». Он хочет стать членом Злой Лиги Зла и использовать свои изобретения, чтобы захватить мир и изменить общество, которое он считает глупым и слепым, к лучшему. Кроме того, он влюблён в Пенни и мечтает об отношениях с ней. Словосочетание «Dr. Horrible» буквально переводится на русский язык именно как «Доктор Ужасный» (что неоднократно обыгрывается в фильме), но в то же время в аналогичной ситуации с «Доктором Зло» (англ. «Dr. Evil» — букв. «Доктор Злой») переводчики использовали вариант с существительным, из-за чего существует и вариант перевода «Доктор Ужас».
- Пенни (англ. Penny) (Фелиция Дэй) — тайная любовь Уильяма. Идеалистка и мечтательница, всё свободное время она занимается благотворительностью и помощью благотворительным организациям. Её оптимизм разительно отличается от цинизма и мизантропии Билли, а её добросердечность — от нарциссизма и эгоизма Капитана Молотка.
- Капитан Молоток (англ. Captain Hammer) (Нейтан Филлион) — заклятый враг Доктора Ужасного. Этот самовлюблённый супергерой очень силён, но весьма поверхностен и предпочитает решать проблемы с помощью силы, а не ума. Английское «Hammer» можно перевести на русский язык и как не слишком героическое «Молоток» и как более звучное «Молот», но логотип на майке Капитана Молотка однозначно указывает на правильный перевод.
- Мокрый (англ. Moist) (Саймон Хелберг) — друг и подручный Доктора Ужасного, обладающей не очень впечатляющей способностью постоянно источать влагу. Состоит в Профсоюзе Подручных. Иногда помогает Ужасному в его злодеяниях.

## Продолжение
18 апреля 2011 года в интервью для «New York Times» Джосс Уидон проговорился, что ведётся работа над продолжением Музыкального блога Доктора Ужасного. «У нас есть несколько почти законченных песен, и у нас получилась очень специфическая структура». Уидон заявил, что «продолжение его культового веб-сериала, безусловно, „существует в его сердце“, но это всё зависит от наличия достаточного времени».